# バンブービギン
バンブービギン（欧字名:Bamboo Begin、1986年4月19日 - 2012年7月28日）は、日本の競走馬、種牡馬。
1989年のJRA賞最優秀父内国産馬である。主な勝ち鞍は、1989年の菊花賞（GI）、京都新聞杯（GII）。
1982年の東京優駿（日本ダービー）優勝馬であるバンブーアトラスを父に持ち、父と同じ調教師、主戦騎手が関わった。4歳5月に故障から復帰して初勝利を挙げて、以降3連勝。父が故障するきっかけとなった神戸新聞杯で重賞初出走を果たし2着。続く京都新聞杯を優勝し、父が出走できなかった菊花賞でも優勝した。

## 生涯

### デビューまで
フィールドバンブーは、1972年に北海道浦河町のバンブー牧場で生産された牝馬である。竹田辰一が所有し競走馬として37戦5勝。引退後は、バンブー牧場で繁殖牝馬となり、1978年に初仔の牝馬（父:ラナーク）を出産した。2年目には、当初、バンブー牧場の竹田春夫場主が次に来る血統をノーザンダンサー系だと見越していたことから、当時、日高地方に繋養されていた唯一のノーザンダンサー系種牡馬・ミンスキーを交配するつもりであった。しかし、ミンスキーが1977年に急死。代わりに社台ファームの導入した輸入新種牡馬ノーザンテーストを交配した。1979年に生産された2番仔の牝馬は、フォローバンブーと命名され、同様に竹田辰一が所有し、競走馬として26戦4勝。引退後は繁殖牝馬となり、初年度の1985年は同様に竹田辰一が所有した競走馬で、1982年の東京優駿（日本ダービー）を制したバンブーアトラスを交配した。
競走馬としてのバンブーアトラスは、東京優駿を勝利した後、菊花賞の前哨戦である神戸新聞杯出走時に故障して引退していた。菊花賞への出走が叶わなかったことから、バンブーアトラスの管理調教師である布施正は、バンブーアトラスの仔で菊花賞を勝利することを決意。布施は所属騎手で、バンブーアトラスの主戦騎手を務めた岩元市三に対し「市三、ワシはこの馬の子で菊花賞をなんとしても取りたい。それが叶うまで、この仕事はやめられん」と宣言した。布施は竹田などオーナーの協力も取り付けて、自ら交配する相手を選択。布施は1985年にフォローバンブーを選り抜いた。1986年4月19日、北海道浦河町のバンブー牧場にて、鹿毛の牡馬（後のバンブービギン）が誕生する。竹田辰一の所有となり、竹田の用いる冠名「バンブー」に「ビギン」を組み合わせた「バンブービギン」という競走馬名が与えられ、栗東トレーニングセンターの布施厩舎に入厩した。

### 競走馬時代
1988年11月13日、京都競馬場の新馬戦（芝1600メートル）でデビュー。父バンブーアトラスと同様に岩元が騎乗し、10頭立て7着、勝利したフレッシュナムラとは3秒差の入線であった。その後は、2戦目の新馬戦で2着。以降、4歳となる1989年2月までに、京都、阪神競馬場、小倉競馬場の未勝利戦に併せて4回出走。2着1回、3着2回、着外1回でデビュー6連敗とした。その後は左前脚の管骨にヒビが入り、3か月の休養となった。
5月13日、京都競馬場の未勝利戦（芝2000メートル）で復帰。岩元が調教師試験に合格したため、新たに南井克巳とのコンビを結成して参戦した。スタートで出遅れるも巻き返して、後方に5馬身差をつけて初勝利。それから6月4日、阪神競馬場の400万円以下では、第3コーナーから抜け出して後方に4馬身差の2勝目。7月9日、やまゆりステークス（900万円以下）は、大外からまくり後方に3馬身半差をつけて連勝、3勝目とした。この後、竹田は小倉への遠征を提案したが、布施は「小倉に行く馬じゃない」とそれを断り、目標を菊花賞に定め、約3か月出走しなかった。

続いて9月24日の神戸新聞杯（GII）に、単勝オッズ5.7倍の3番人気で出走。中団から追い上げ、先に抜け出していた単枠指定・1番人気のオサイチジョージには3馬身半差をつけられて及ばなかったが、一緒に追い上げたムービースターとの競り合いを制し、ムービースターに1馬身半先着する2着。それから10月15日、菊花賞のトライアル競走である京都新聞杯（GII）に単勝オッズ11.2倍の5番人気で出走。オサイチジョージと、東京優駿の勝ち馬で秋始動戦となったウィナーズサークルが単枠指定制度の対象となり、2頭はそれぞれ単勝1、2番人気となった。スタートから中団後方に控えたオサイチジョージの背後に位置して「徹底したマーク戦法」（久保房郎）を実行。最終コーナーでは大外から進路を見出して末脚を見せると、オサイチジョージや先行馬を差し切り、オサイチジョージに1馬身4分の1差をつけて勝利、重賞初勝利となり、菊花賞への優先出走権を獲得した。
11月5日、菊花賞（GI）に、単勝オッズ3.8倍の1番人気で出走。スタートで先手を主張するも控えて好位の6、7番手に位置。最初の1000メートルは63.1秒、2回目の1000メートルは65.0秒で通過するスローペースが形成。そんな中、最終コーナーで追い出して位置を上げて、外に持ち出した。直線では末脚を見せると、先に抜け出していたレインボーアンバーを差し切り、後方に1馬身半差をつけて先頭で入線。GI初勝利となり、南井にとっては初のクラシック競走優勝であった。その後について、布施は有馬記念としていたが、出走することはなかった。
この年のJRA賞表彰では、有効投票172票中125票を集めて、JRA賞最優秀父内国産馬を受賞。JRA賞最優秀4歳牡馬選考では59票を集め、103票で受賞したウィナーズサークルの次点となった。さらに美浦トレーニングセンター、栗東トレーニングセンター、JRA本部のハンデキャッパーが定める「フリーハンデ」では、東京優駿優勝馬のウィナーズサークルと並んで世代首位タイとなる「62」を獲得。東京優駿優勝馬が原則として首位に格付けられていたが、ウィナーズサークルが制した良馬場で行われた東京優駿と、稍重馬場で行われた優駿牝馬（オークス）の決着タイムがほぼ同じであったこと、そしてウィナーズサークルが菊花賞で10着に敗れたことから評価を落とし、バンブービギンと同等に扱われた。菊花賞優勝馬に「62」が与えられたのは、1977年のプレストウコウ、1978年のインターグシケン以来であった。また、前年の菊花賞を優勝し「61」が与えられたスーパークリークとの比較においては、バンブービギンが前哨戦で勝利し、人気を背負った上で勝利を挙げたことが評価され、スーパークリークを「1」上回った。
5歳となった1990年は、天皇賞（春）を目指したが、骨折。6歳となった1991年、高松宮杯で復帰する予定で調教を進んでいたが、屈腱炎が判明して断念し、競走馬を引退した。

### 種牡馬時代
6歳春から、北海道新冠町のCBスタッドで種牡馬となった。年間40近い種付け頭数を集めたが、産駒は、名古屋優駿2着のトウカンイーグル、サラブレッド大賞典を制するなど金沢競馬で活躍したリードジャイアンツがいるが、JRAの重賞勝ち馬は出せなかった。2005年には種牡馬からも引退。生まれ故郷のバンブー牧場に戻って余生を送り、去勢は実施されなかった。2012年7月28日に老衰のため26歳で死亡。

## 競走成績
以下の内容は、netkeiba.comおよびJBISサーチに基づく。
| 年月日     | 競馬場 | 競走名     | 格  | 距離（馬場）  | 頭 数 | 枠 番 | 馬 番 | オッズ（人気） | 着順 | タイム （上り3F/4F） | 着差 | 騎手      | 斤量 （kg） | 勝ち馬/（2着馬）       | 馬体重 [kg] |
| ---------- | ------ | ---------- | --- | ------------- | ----- | ----- | ----- | -------------- | ---- | -------------------- | ---- | --------- | ----------- | ---------------------- | ----------- |
| 1988.11.13 | 京都   | 3歳新馬    |     | 芝1600m（稍） | 10    | 1     | 1     | 27.5（7人）    | 07着 | 1:41.6 (51.3)        | -3.0 | 0岩元市三 | 54          | フレッシュナムラ       | 478         |
| 0000.11.26 | 京都   | 3歳新馬    |     | 芝1400m（良） | 11    | 1     | 1     | 83.4（8人）    | 02着 | 1:26.2 (49.1)        | -0.4 | 0岩元市三 | 54          | タニノジュニアス       | 480         |
| 0000.12.10 | 阪神   | 3歳未勝利  |     | 芝2000m（良） | 12    | 7     | 10    | 10.6（5人）    | 09着 | 2:06.9 (49.7)        | -0.7 | 0岩元市三 | 54          | リュウファルコン       | 484         |
| 0000.12.24 | 阪神   | 3歳未勝利  |     | 芝2000m（良） | 16    | 7     | 14    | 28.3（13人）   | 02着 | 2:05.4 (49.2)        | -0.2 | 0岩元市三 | 54          | カミノコウマン         | 480         |
| 1989.01.13 | 京都   | 4歳未勝利  |     | ダ1800m（重） | 10    | 6     | 6     | 05.8（3人）    | 03着 | 1:53.6 (50.5)        | -0.3 | 0岩元市三 | 55          | クリフジリュウ         | 476         |
| 0000.02.11 | 小倉   | 4歳未勝利  |     | 芝2000m（重） | 13    | 7     | 11    | 06.3（4人）    | 03着 | 2:07.6 (39.0)        | -1.0 | 0清水英次 | 55          | セイントホーク         | 468         |
| 0000.05.13 | 京都   | 4歳未勝利  |     | 芝2000m（不） | 18    | 3     | 6     | 10.1（6人）    | 01着 | 2:06.6 (50.5)        | -0.9 | 0南井克巳 | 55          | （ユートベスト）       | 490         |
| 0000.06.04 | 阪神   | 4歳400万下 |     | 芝2000m（良） | 11    | 7     | 9     | 02.2（1人）    | 01着 | 2:03.4 (48.4)        | -0.7 | 0南井克巳 | 55          | （シゲルモンテ）       | 484         |
| 0000.07.09 | 中京   | やまゆりS  | 9下 | 芝1800m（稍） | 16    | 7     | 14    | 02.3（1人）    | 01着 | 1:48.2 (36.3)        | -0.6 | 0南井克巳 | 54          | （エイシンファイヤー） | 478         |
| 0000.09.24 | 阪神   | 神戸新聞杯 | GII | 芝2000m（良） | 14    | 8     | 13    | 05.7（3人）    | 02着 | 2:00.9 (47.6)        | -0.6 | 0南井克巳 | 54          | オサイチジョージ       | 494         |
| 0000.10.15 | 京都   | 京都新聞杯 | GII | 芝2200m（良） | 15    | 4     | 6     | 11.2（5人）    | 01着 | 2:13.4 (47.0)        | -0.2 | 0南井克巳 | 57          | （オサイチジョージ）   | 490         |
| 0000.11.05 | 京都   | 菊花賞     | GI  | 芝3000m（良） | 18    | 3     | 5     | 03.8（1人）    | 01着 | 3:07.7 (46.5)        | -0.2 | 0南井克巳 | 57          | （レインボーアンバー） | 490         |

## 血統表
| バンブービギンの血統          | バンブービギンの血統                                                   | バンブービギンの血統                                                   | （血統表の出典）                                                       | （血統表の出典） |
| 父系                          | リボー系                                                               | リボー系                                                               | リボー系                                                               | [ § 2 ]          |
| 父 バンブーアトラス 1979 鹿毛 | 父の父*ジムフレンチ 1968 鹿毛                                          | Graustark                                                              | Ribot                                                                  | Ribot            |
| 父 バンブーアトラス 1979 鹿毛 | 父の父*ジムフレンチ 1968 鹿毛                                          | Graustark                                                              | Flower Bowl                                                            |                  |
| 父 バンブーアトラス 1979 鹿毛 | 父の父*ジムフレンチ 1968 鹿毛                                          | Dinner Partner                                                         | Tom Fool                                                               | Tom Fool         |
| 父 バンブーアトラス 1979 鹿毛 | 父の父*ジムフレンチ 1968 鹿毛                                          | Dinner Partner                                                         | Bluehaze                                                               |                  |
| 父 バンブーアトラス 1979 鹿毛 | 父の母バンブーシザラ 1969 鹿毛                                         | *テスコボーイ                                                          | Princely Gift                                                          | Princely Gift    |
| 父 バンブーアトラス 1979 鹿毛 | 父の母バンブーシザラ 1969 鹿毛                                         | *テスコボーイ                                                          | Suncourt                                                               |                  |
| 父 バンブーアトラス 1979 鹿毛 | 父の母バンブーシザラ 1969 鹿毛                                         | *シザラ                                                                | Marsyas                                                                | Marsyas          |
| 父 バンブーアトラス 1979 鹿毛 | 父の母バンブーシザラ 1969 鹿毛                                         | *シザラ                                                                | Panagani                                                               |                  |
| 母 フォローバンブー 1979 栗毛 | 母の父*ノーザンテースト Northern Taste 1971 栗毛                       | Northern Dancer                                                        | Nearctic                                                               | Nearctic         |
| 母 フォローバンブー 1979 栗毛 | 母の父*ノーザンテースト Northern Taste 1971 栗毛                       | Northern Dancer                                                        | Natalma                                                                |                  |
| 母 フォローバンブー 1979 栗毛 | 母の父*ノーザンテースト Northern Taste 1971 栗毛                       | Lady Victoria                                                          | Victoria Park                                                          | Victoria Park    |
| 母 フォローバンブー 1979 栗毛 | 母の父*ノーザンテースト Northern Taste 1971 栗毛                       | Lady Victoria                                                          | Lady Angela                                                            |                  |
| 母 フォローバンブー 1979 栗毛 | 母の母フィールドフブキ 1972 栗毛                                       | *ダイハード                                                            | Never Say Die                                                          | Never Say Die    |
| 母 フォローバンブー 1979 栗毛 | 母の母フィールドフブキ 1972 栗毛                                       | *ダイハード                                                            | Mixed Blessing                                                         |                  |
| 母 フォローバンブー 1979 栗毛 | 母の母フィールドフブキ 1972 栗毛                                       | トヨハタグモ                                                           | *クレイマント                                                          | *クレイマント    |
| 母 フォローバンブー 1979 栗毛 | 母の母フィールドフブキ 1972 栗毛                                       | トヨハタグモ                                                           | アトランタ                                                             |                  |
| 母系(F-No.)                   | ウエットセール系(FN:9-b)                                               | ウエットセール系(FN:9-b)                                               | ウエットセール系(FN:9-b)                                               | [ § 3 ]          |
| 5代内の近親交配               | Hyperion 5x5=6.25%、Nasrullah 5x5=6.25%、Lady Angela 5x4=9.38%（母内） | Hyperion 5x5=6.25%、Nasrullah 5x5=6.25%、Lady Angela 5x4=9.38%（母内） | Hyperion 5x5=6.25%、Nasrullah 5x5=6.25%、Lady Angela 5x4=9.38%（母内） | [ § 4 ]          |
| 出典                          | 1. 2. 3. 4.                                                            | 1. 2. 3. 4.                                                            | 1. 2. 3. 4.                                                            | 1. 2. 3. 4.      |